# Boulevard de Strasbourg (Toulouse)
Pour les articles homonymes, voir Boulevard de Strasbourg.
Le boulevard de Strasbourg (en occitan : baloard d'Estrasborg) est une voie de Toulouse, chef-lieu de la région Occitanie, dans le Midi de la France. Il s'agit de l'une des artères ceinturant l'hyper centre-ville de Toulouse, prolongée au nord par le boulevard d'Arcole et au sud par le boulevard Lazare-Carnot.

## Situation et accès

### Description
Le boulevard de Strasbourg est une voie publique. Il se situe au nord-est du centre historique et marque la limite, dans sa partie sud, entre les quartiers Saint-Georges et Matabiau et, dans sa partie nord, entre les quartiers Arnaud-Bernard et Chalets.
La chaussée compte une voie de circulation automobile dans chaque sens, ainsi qu'une voie réservée aux transports en commun. Elle est par ailleurs partagée avec les cyclistes.

### Voies rencontrées
Le boulevard de Strasbourg rencontre les voies suivantes, dans l'ordre des numéros croissants (« g » indique que la rue se situe à gauche, « d » à droite) :
1. Allées du Président-Franklin-Roosevelt (g)
2. Allées Jean-Jaurès (d)
3. Rue Porte-Sardane (g)
4. Rue d'Austerlitz (g)
5. Rue Denfert-Rochereau (d)
6. Rue Victor-Hugo (g)
7. Rue Lafaille (d)
8. Place Idir (g)
9. Rue du Rempart-Matabiau (g)
10. Rue Bayard
11. Rue d'Alsace-Lorraine (g)
12. Place Jeanne-d'Arc (d)
13. Rue Saint-Bernard (g)
14. Rue Joseph-Bosc (d)
15. Rue Roquelaine (d)
16. Rue de l'Arc (g)
17. Rue de la Concorde (d)
18. Rue Jean-Baptiste-Merly (g)

### Transports
Le boulevard de Strasbourg est largement desservi par les transports en commun Tisséo. Il est parcouru et desservi par les lignes de Linéo L1L14 et de bus 294570. Au sud, au carrefour des allées Jean-Jaurès, se trouvent également la station du même nom, au croisement des lignes de métro  , ainsi que les arrêts des lignes de Linéo L1L8L9L14, de bus 1523 et des navettes AéroportVille. De même, sur la place Jeanne-d'Arc et sur le boulevard de Strasbourg se trouvent la station du même nom, sur la ligne de métro , et une gare de bus fréquentée par les lignes de bus 152329394570 et les navettes AéroportVille.
Plusieurs stations de vélos en libre-service VélôToulouse se trouvent sur le boulevard Lazare-Carnot : les stations no 16 (32 boulevard de Strasbourg), no 17 (7 boulevard de Strasbourg), no 18 (4 boulevard de Strasbourg), no 57 (15 rue Jean-Baptiste-Merly) et no 58 (4 rue de la Concorde).

## Odonymie
En 1825, lors de sa création, il fut tout d'abord appelé boulevard de Matabiau. En 1852, on lui donna le nom de Napoléon, en l'honneur de l'empereur Napoléon III. Après la chute du Second Empire, ce fut, de 1871 à 1873, le boulevard du Vingt-Deux-Septembre, pour le 22 septembre 1792, jour de la proclamation de la Première République. En 1873, on lui donna finalement le nom de Strasbourg, pour commémorer l'annexion de cette ville en 1871 à la suite du traité de Francfort. Le 20 mai 1878, le conseil municipal voulut reprendre le nom du Vingt-Deux-Septembre, mais sans succès.

## Patrimoine et lieux d'intérêt

### Hôtels particuliers

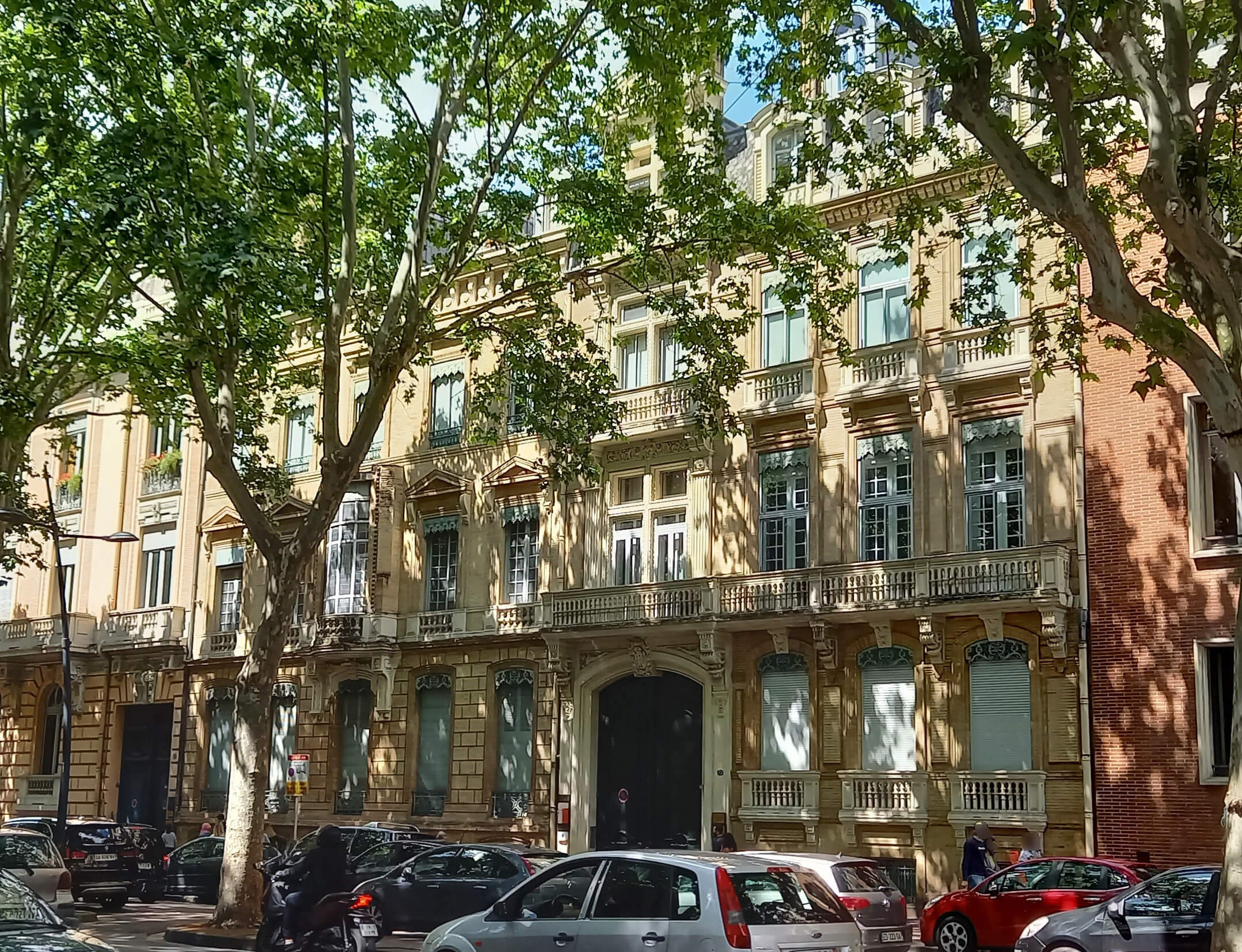
no 72 : façade de l'hôtel Pauilhac.

- no  52 : hôtel Baylet.  Inscrit MH (2019, façades et toitures, hall, cage d'escalier et jardin)[2]. 
L'hôtel, construit dans la deuxième moitié du XIXe siècle, est agrandi et profondément réaménagé entre 1933 et 1934 par l'architecte Louis Corlouër – neveu de Fulgence Bienvenüe –, à la demande de Jean Baylet. L'hôtel Baylet, par ses décors intérieurs, est représentatif des demeures de la bourgeoisie toulousaine de la première moitié du XXe siècle[3].

- no  68-72 : hôtel Léotard, puis Pauilhac ; siège de la société JOB ; Canopé de l'académie de Toulouse[4],[5]. Le 72 accueillit un hôpital bénévole (HB28 bis) et auxiliaire (HA301) de l'Association des dames françaises (Croix-Rouge)[6]. En 1939, on y trouve le consulat de Pologne[7].

- no  76 : hôtel Calvet. 
L'hôtel est construit en 1910 par l'architecte Barthélémy Guitard, à la demande d'Antoine-François Calvet. Industriel et manufacturier, mais aussi professeur à l'école des Beaux-Arts, il épouse Juliette Pauilhac qui, à la mort de son père Léon Pauilhac, dirigeant de la société JOB, a reçu la propriété de la maison du no 76, à l'angle de la rue de la Concorde. Antoine-François Calvet la fait démolir pour élever un hôtel particulier de style éclectique Louis XVI. Il se compose d'un logis principal, d'une cour et de communs placés en fond de cour. L'élévation sur le boulevard de Strasbourg se développe sur quatre niveaux : un sous-sol, un rez-de-chaussée, deux étages et un niveau de comble. Le rez-de-chaussée, traité en bossage continu, est percé de grandes fenêtres segmentaires. Dans la travée de droite, un grand porche, surmonté d'une agrafe en pierre, donne accès à la cour intérieure. Aux étages, les fenêtres sont rectangulaires. Au 1er étage, elles sont mises en valeur par un balcon continu à balustres en pierre, soutenu par de lourdes consoles et ont des linteaux sculptés. Au 2e étage, elles ont de simples balconnets dotés de garde-corps en fer forgé. L'élévation est couronnée d'une corniche à denticules et modillons. Le toit, à longs pans brisés couvert d'ardoise, est éclairé par des lucarnes en œil-de-bœuf[8].

### Autres immeubles
- no  1 : immeuble.  Inscrit MH (1974, façades et toitures)[9]. 

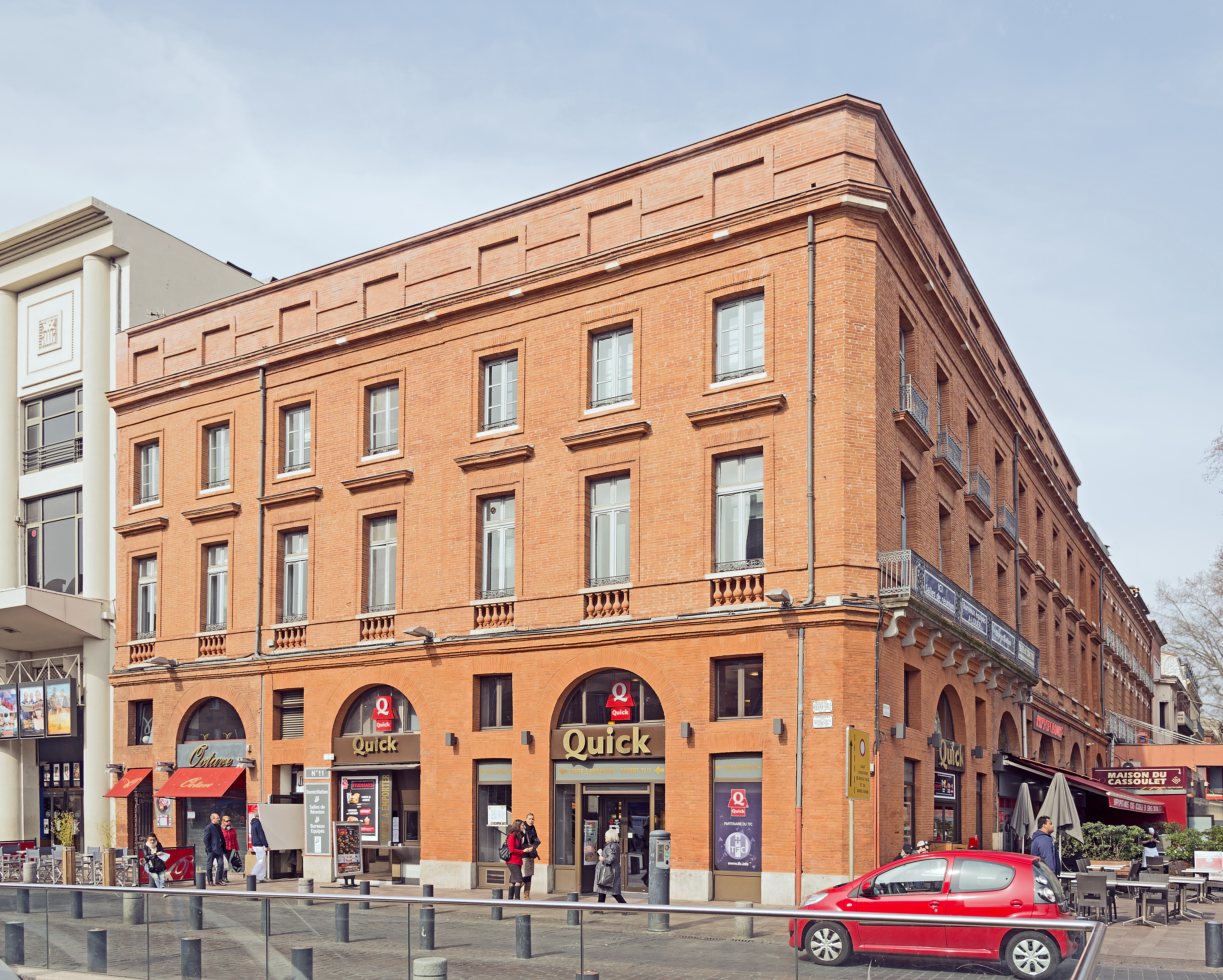
no 1 : façade de l'immeuble.

L'immeuble est construit entre les allées du Président-Franklin-Roosevelt (actuel no 11) et le boulevard de Strasbourg, dans le cadre de l'aménagement de la place Wilson, de 1824 à 1834, sur les plans de l'architecte de la Ville, Jacques-Pascal Virebent. La façade compte quatre travées et s'élève sur cinq niveaux (rez-de-chaussée, entresol, deux étages et un comble). Le rez-de-chaussée est formé de grandes arcades de boutiques en plein cintre qui alternent avec des ouvertures rectangulaires plus étroites. Au 1er étage, les fenêtres sont surmontées d'une corniche. Elles n'ont plus les faux garde-corps à balustres en terre cuite d'origine, remplacés par un balcon continu avec son garde-corps en fer forgé. Les fenêtres du 2e étage ont également des garde-corps en fer forgé. L'élévation est couronnée d'une corniche surmontée d'un bandeau d'attique[10].

- no  2 : Résidence Franklin-Roosevelt. 
L'immeuble est construit dans le style moderne entre 1970 et 1975 par l'architecte Pierre Lafitte, à l'angle des allées Jean-Jaurès. La construction de l'immeuble entraîne la destruction de l'hôtel Vitry, édifié par l'architecte Urbain Vitry entre 1837 et 1843[11].

- no  3 : immeuble[12].

- no  6 : cinéma Le Trianon[13].

- no  10 : immeuble. 
L'immeuble est construit en 1955 par l'architecte Pierre Génard, architecte représentatif du mouvement moderne à Toulouse. Le rez-de-chaussée, occupé lors de la construction par le garage Métropole, est dévolu depuis 2013 à la Parapharmacie Lafayette[14].

- no  12 : siège de la Société anonyme des Mines de Carmaux[15].

- no  51 : immeuble[16].

- no  67 : immeuble ; consulat d'Algérie. 
L'immeuble est construit en 1862, à l'angle de la rue de l'Arc, par l'architecte Dominique Petit en 1862. Il est surélevé de deux étages postérieurement[17]. Depuis mars 2013, l'immeuble, acquis et rénové par l'État algérien, abrite le consulat d'Algérie à Toulouse[18].

- no  71-73 : immeuble Czulowski (1966-1967, Bernard Bachelot)[19].

### Kiosque Montariol
Le kiosque est construit entre 1931 et 1932 sur les plans de Jean Montariol, pour la place Étienne-Esquirol. Il est déplacé dans les années 1950 et s'élève désormais au cœur de la place Idir, à l'angle du boulevard de Strasbourg, de la rue du Rempart-Matabiau et de la rue de Bayard. Il est représentatif du style Art déco que développe l'architecte à cette époque. Il est bâti en béton armé, mais revêtu d'un enduit clair imitant la pierre. Il a six faces, percées sur ses cinq côtés de larges ouvertures. Un décor en mosaïque de grès de couleur permet d'animer les élévations : il prend place sous l'appui des ouvertures et dans les bandeaux qui les lient. Le kiosque est enfin surmonté d'une large toiture débordante qui protège les clients des intempéries,.

## Personnalités
- Jean Baylet (1904-1959) : propriétaire de La Dépêche de Toulouse, proche des milieux radicaux-socialistes toulousains, il a vécu dans l'hôtel du no 52. Il est par ailleurs responsable de la construction de logements au profit des employés de la Dépêche, entre le boulevard de l'Embouchure (actuel no 48) et l'avenue Parmentier.

- Pierre Dac (1893-1975) : lors de la Seconde Guerre mondiale, entre 1940 et 1941, il vécut avec Fernand Lefèbvre (1905-1946) dans un appartement du no 42.

- Frédéric Estèbe (1863-1936) : administrateur des Colonies, Frédéric Estèbe exerça à Madagascar, en Oubangui-Chari en Afrique-Équatoriale française au Moyen-Congo et à La Réunion. Il fut également républicain et franc-maçon, grand-maître du Grand Orient de France en 1930. Il demeurait à Toulouse dans un appartement du boulevard de Strasbourg (actuel no 54)[22].

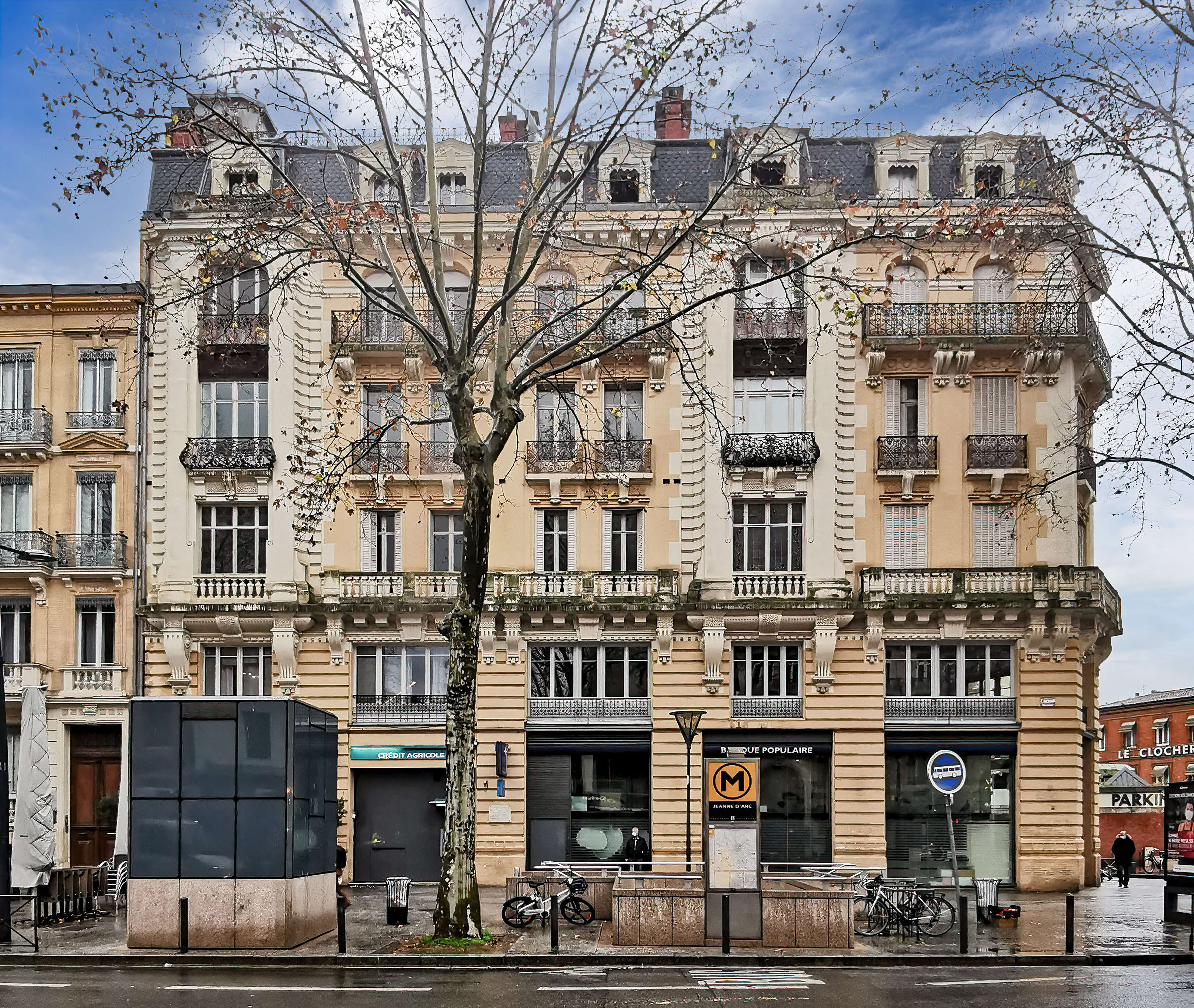
no 42 : immeuble.
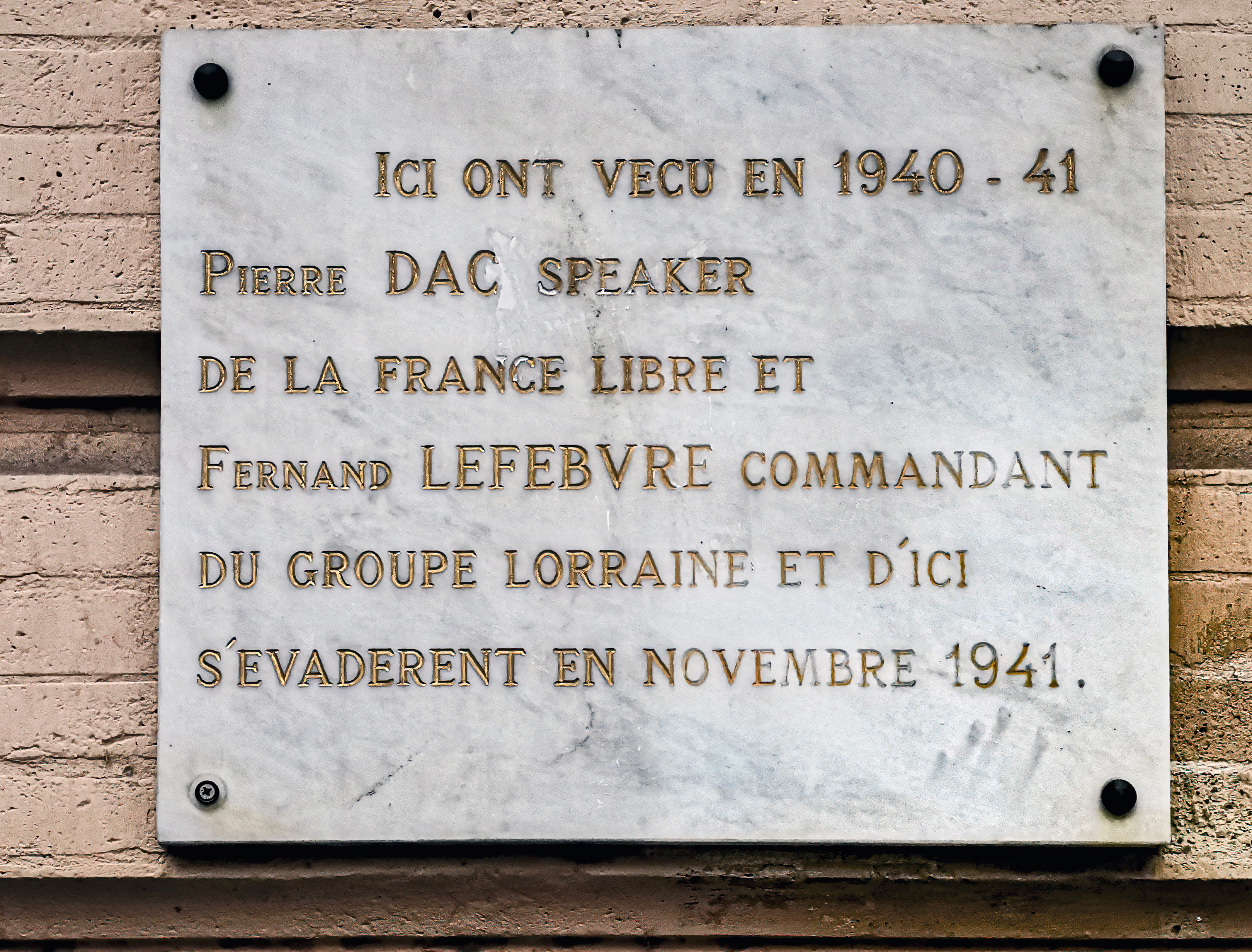
no 42 : plaque commémorative à Pierre Dac et Fernand Lefèbvre.